# Todds gierzwaluw
De Todds gierzwaluw (Chaetura egregia) is een vogel uit de familie Apodidae (gierzwaluwen). De vogel is genoemd naar de Amerikaanse ornitholoog Walter Edmond Clyde Todd die deze soort in 1916 heeft beschreven. 

## Verspreiding en leefgebied
Deze monotypische soort komt voor van oostelijk Ecuador tot oostelijk Peru, noordelijk Bolivia en westelijk Brazilië.